# Präsidentschaftswahl in Belarus 2006

Standarte des Präsidenten der Republik Belarus

Bei der Präsidentschaftswahl in Belarus 2006 durfte der seit 1994 amtierende belarussische Präsident Aljaksandr Lukaschenka nach einem im Westen kritisierten Referendum über eine Gesetzesänderung, die ihm weitere Legislaturperioden ermöglichte, zum zweiten Mal zur Wiederwahl antreten. Der stärkste Gegenkandidat war Aljaksandr Milinkewitsch.

## Wahl

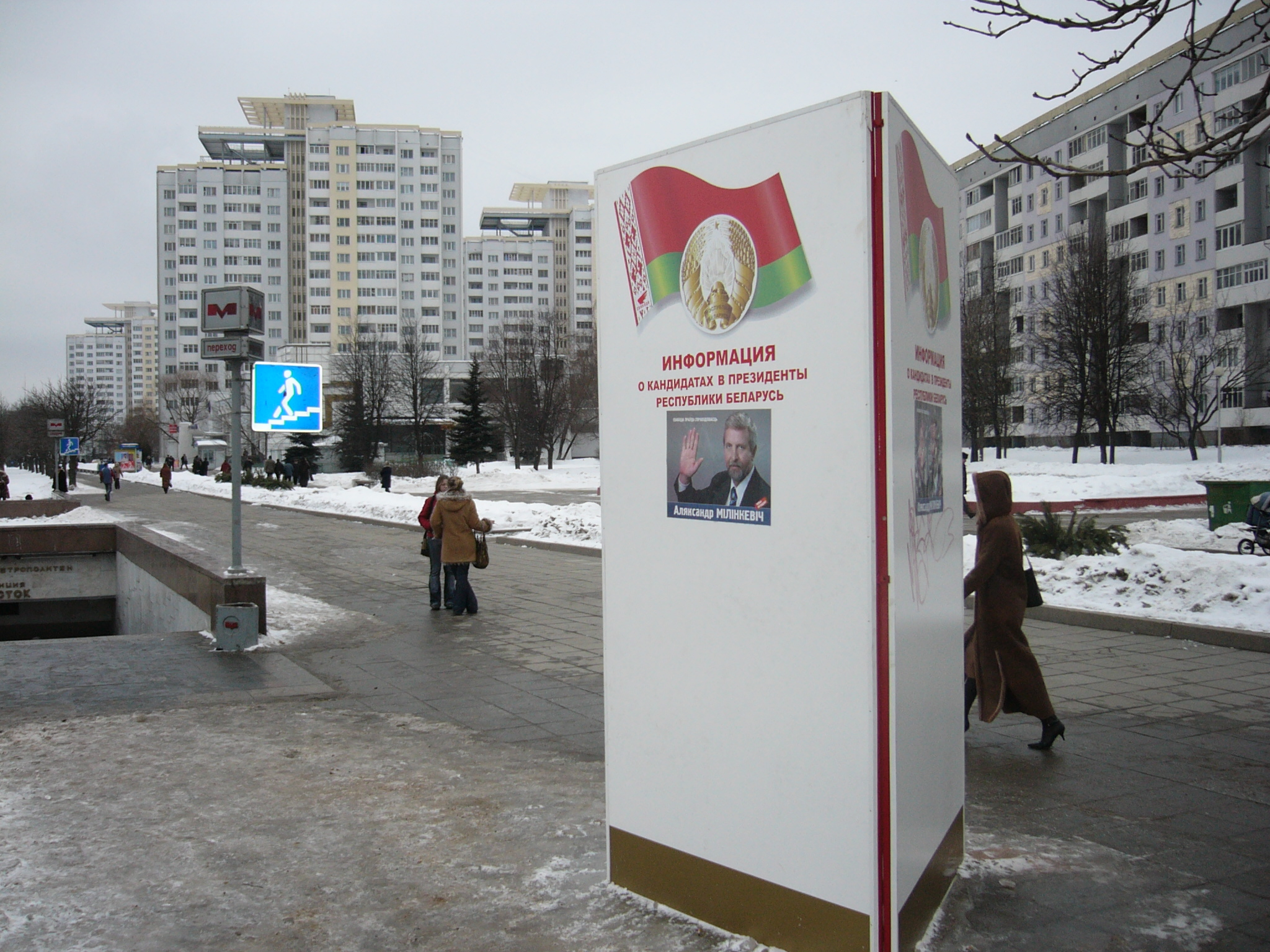
Wahlplakat von Kandidat Aljaksandr Milinkewitsch

Im Vorfeld der Wahl kam es zu Kritik an den ungleichen Wahlbedingungen durch die Opposition. In der Woche vor der Präsidentschaftswahl verschärfte die Regierung ihr Vorgehen gegen Kritiker, wodurch auch mehrere Zeitungen geschlossen oder am Vertrieb gehindert wurden. Wie einige Medien berichteten, drohte der Sicherheitsapparat des Präsidenten, mit äußerster Härte gegen jegliche Protestkundgebungen vorzugehen. Regimegegner würden als „Terroristen“ verfolgt. Ihnen drohe damit die Todesstrafe. In einer Fernsehansprache drohte Lukaschenka insbesondere Ausländern, dass jedem, der versuche, „etwas in unserem Land anzustellen“, der Kopf „wie einem Entchen abgerissen“ würde. Den Vorwurf, die belarussische Opposition würde massiv unterdrückt, wies die Regierung von sich. Die deutsche Tagesschau zitierte aus einer Erklärung: „Das Außenministerium Weißrusslands ist schockiert, dass die OSZE schon vor dem Wahltag ihr Urteil gefällt hat, ohne die Urteile ihrer Beobachter abzuwarten.“ Grund für die frühe Kritik waren laut einem Mitarbeiter der OSZE die Ereignisse in der Woche vor der Wahl. Auch wurde mehreren OSZE-Wahlbeobachtern die Einreise nach Belarus untersagt.
Die USA und die EU kündigten bei Unregelmäßigkeiten im Ergebnis der Abstimmung Sanktionen an.

### Urnengang
Der Urnengang fand am Sonntag, 19. März 2006 statt. Dem offiziellen Endergebnis zufolge gewann Lukaschenka die Wahl mit 83,0 % der Stimmen. Stärkster Oppositionskandidat wurde Aljaksandr Milinkewitsch mit 6,1 % der Stimmen. Insgesamt beteiligten sich 92,6 % der Wahlberechtigten an der Wahl.

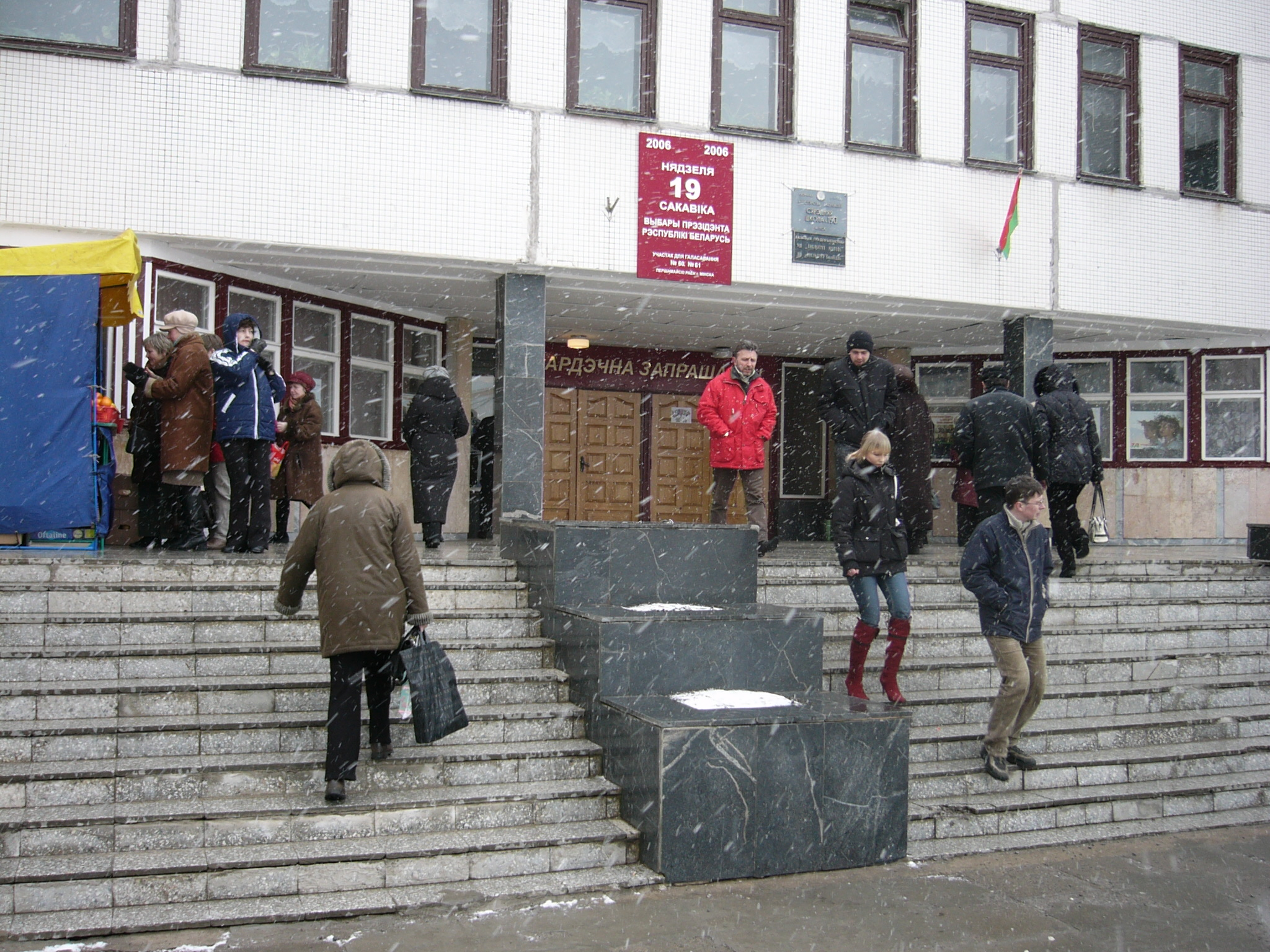
Wahlbüro

| Kandidat                                            | Stimmenanteil |
| --------------------------------------------------- | ------------- |
| Aljaksandr Lukaschenka                              | 83,0 %        |
| Aljaksandr Milinkewitsch                            | 6,1 %         |
| Sjarhej Hajdukewitsch                               | 3,5 %         |
| Aljaksandr Kasulin                                  | 2,2 %         |
| Summe                                               | 94,8 %        |
| Übrige (5,2 %): Stimmenthaltung / ungültige Stimmen |               |

## Reaktionen

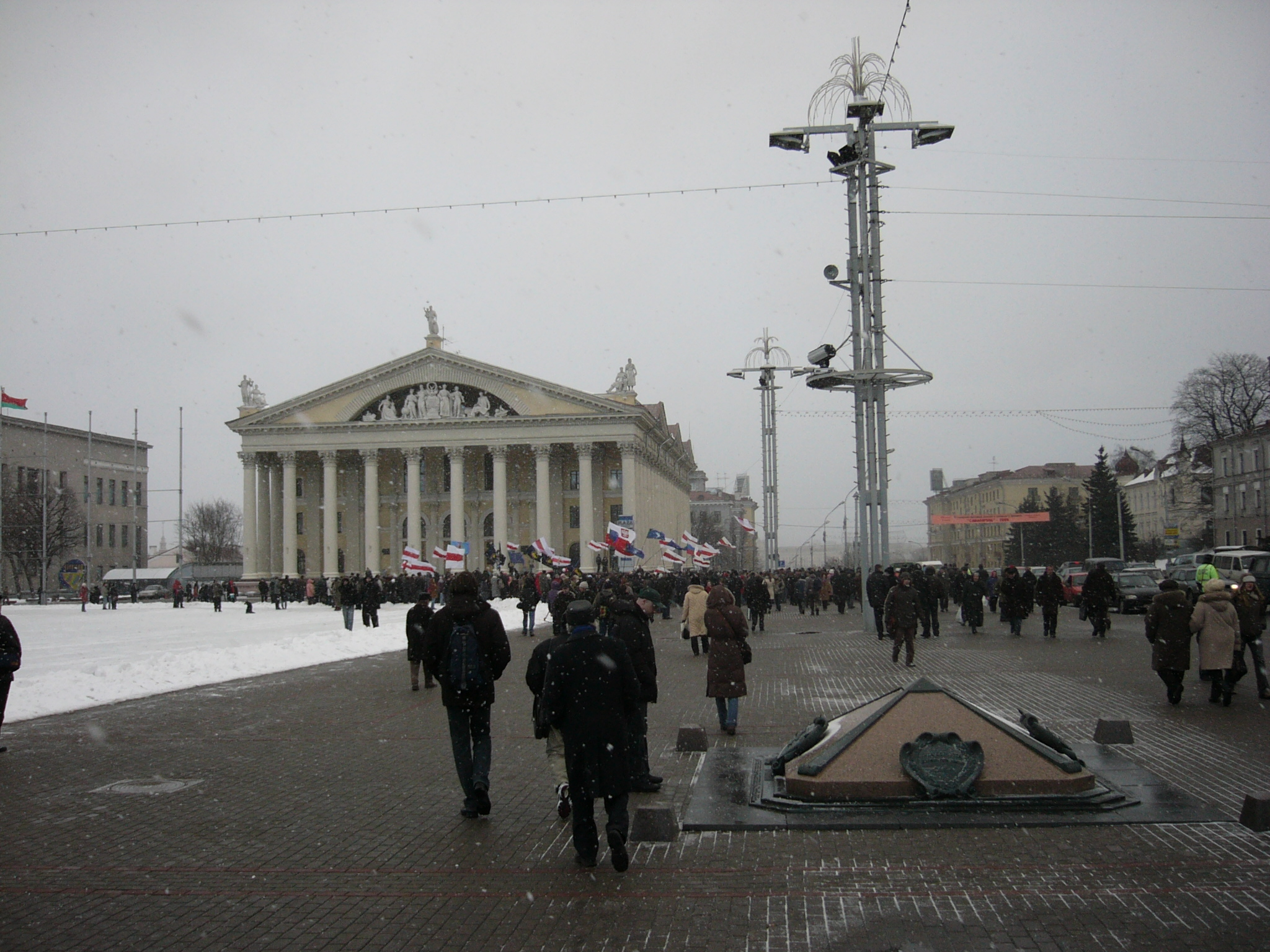
Oktoberplatz in Minsk

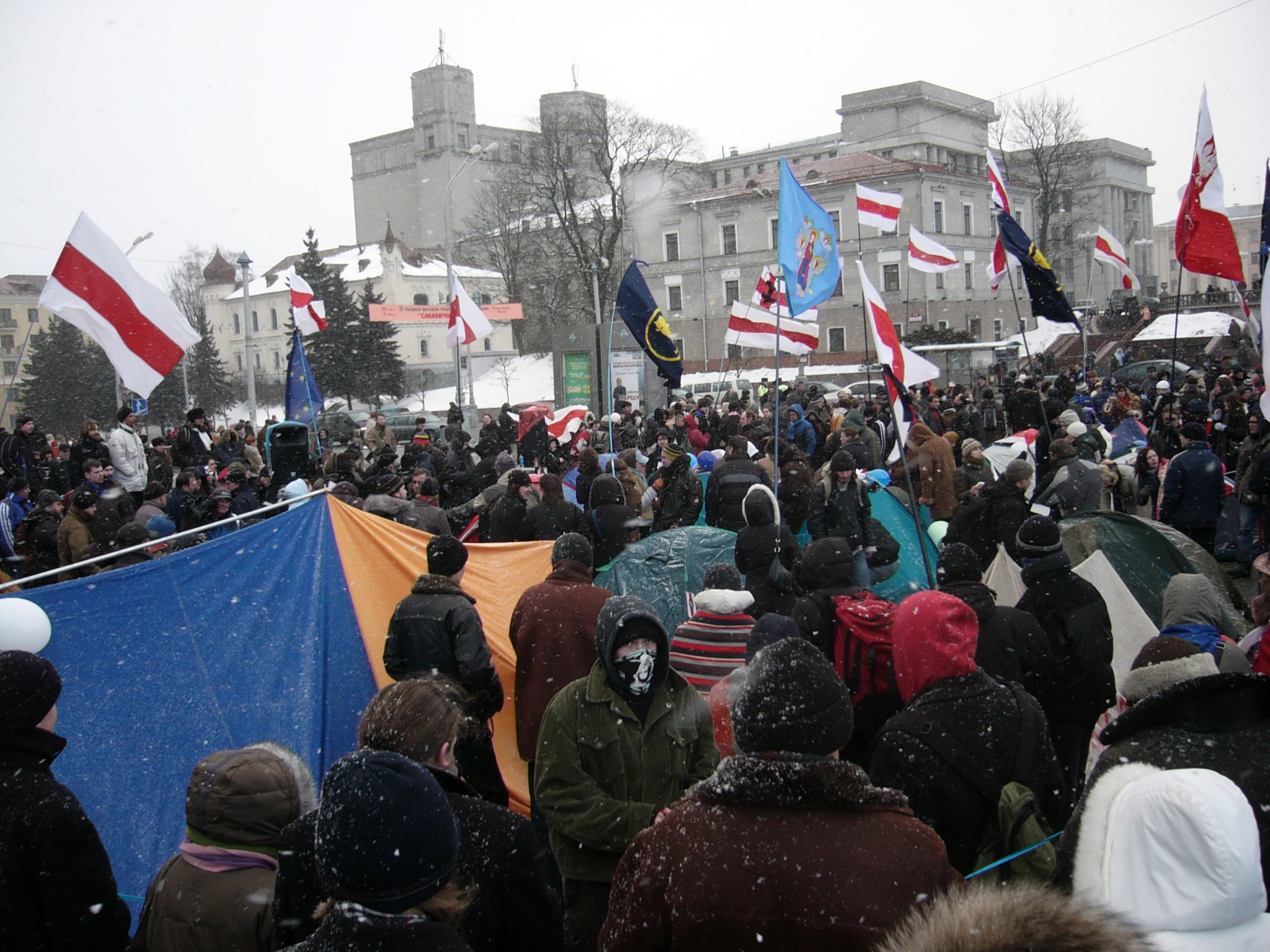
Demonstration vom 21. März 2006

Bereits vor dem offiziellen Ende der Wahl verkündeten die meist staatlichen Meinungsinstitute einen Wahlausgang von 80 bis 85 %. In der darauf folgenden Nacht kam es auf dem Oktoberplatz in der Hauptstadt Minsk zu einem friedlichen Protest von etwa 10.000 Personen gegen die Wahl und Präsident Lukaschenka. Der Organisator und Gegenkandidat Milinkewitsch erklärte, dass er das Ergebnis nicht akzeptiere und forderte eine Wahlwiederholung. Laut Präsident Lukaschenka gab es keine Fakten für eine Wahlfälschung; er bezeichnete die Oppositionellen offen als Terroristen und drohte mit Folgen. Der Geheimdienstchef drohte den Demonstranten, sie könnten als Terroristen betrachtet werden, und die Regierung zögere nicht, dafür lange Gefängnisstrafen oder sogar Todesurteile auszusprechen.
Für den Abend des 20. März rief die Opposition erneut zum Protest auf, um gegen die Fälschung der Wahlergebnisse zu demonstrierten. Dem Aufruf folgten trotz Versammlungsverbots und befürchteter Repressalien erneut etwa 5.000 Personen. Schätzungsweise 500 harrten über Nacht in Zelten aus. Etwa 20 wurden am Morgen des 21. März beim Verlassen des Platzes verhaftet. Den Angaben der Menschenrechtsorganisation Wjasna zufolge gab es 108 Festnahmen. Einige Botschafter und Vize-Botschafter Deutschlands, Frankreichs, Großbritanniens, Italiens und Lettlands zeigten in einem kurzen, inoffiziellen Besuch symbolisch ihre Solidarität mit den meist jungen Demonstranten. In der dritten Nacht demonstrierten noch 1.000 Personen. Als Vorbild des Protests diente die so genannte Orangefarbene Revolution, die nach den Präsidentschaftswahlen in der Ukraine 2004 auf friedlichem Weg Neuwahlen und einen Wechsel in der Regierung erreichte.
In der Nacht zum 24. März wurde das Camp der Protestteilnehmer durch die Polizei innerhalb von 15 Minuten geräumt.
Die Proteste setzten sich am Mittag des 25. März fort. Rund 3.000 Lukaschenko-Gegner versammelten sich trotz Verbots erneut zu einer Demonstration. Milinkewitsch wies bereits Tage zuvor auf die historische Bedeutung des 25. März 1918 als Tag der Unabhängigkeit des Landes hin und wollte mit einer Großdemonstration ein symbolisches Zeichen setzen. Der Oktoberplatz war aber an beiden Eingängen durch Anti-Aufruhr-Einheiten abgeriegelt. Ein Großteil der Demonstranten versammelte sich danach im nahegelegenen Janka-Kupala-Park, wo die Menge um Milinkewitsch auf schätzungsweise 7.000 Personen anwuchs. Zuvor war eine Absperrung von mehreren hundert Demonstranten durchbrochen worden, woraufhin Sicherheitsgitter aufgestellt wurden. Die Polizei forderte die Menge auf, nach Hause zu gehen, da die Demonstration nicht genehmigt sei. Vereinzelt gab es Prügeleien zwischen Polizisten und Demonstranten, aber insgesamt blieb die Lage ruhig. Die Behörden teilten mit, dass sich der Oppositionspolitiker Aljaksandr Kasulin und der Sprecher des Oppositionsführers Alexander Milinkewitsch, Pawel Mascheika, in Haft befänden. Kasulin hatte zuvor zum Sturm auf ein Gefängnis aufgerufen, in dem Regierungskritiker in Haft saßen. Danach verschärfte sich die Situation zwischen den Demonstranten und der Polizei kurzzeitig. Dies führte zu Kritik auch von Milinkewitsch: „Das war eine Provokation, die der Staatsmacht sehr gelegen kam.“ Er wies die Meldung der russischen Nachrichtenagentur Interfax über seine Festnahme zurück.

### Internationale Reaktionen
Die OSZE mit ihren 500 Wahlbeobachtern bezeichnete die Wahl bereits im Vorfeld als undemokratisch und kritisierte die unfairen Bedingungen für die oppositionellen Parteien.
Die russische Regierung bewertete die Wahl als „Beleg für die Tatsache, dass die Wähler unserem Kurs in Richtung eines weiteren Wachstums des Wohlstandes des belarussischen Volkes vertrauen“. Wladimir Putin gratulierte Lukaschenka zur Wiederwahl. Russland warf der OSZE vor, sie hätte in dem Land zu Aufruhr angestiftet. Außenminister Lawrow sagte laut der russischen Nachrichtenagentur Interfax, die OSZE habe der Wahl voreingenommen gegenübergestanden und keinen neutralen Standpunkt innegehabt.
Die USA verkündeten am darauf folgenden Tag, dass sie das Resultat der Wahl nicht akzeptierten und forderten Neuwahlen.
Nachdem die Proteste in Belarus durch die Polizei beendet wurden, verstärkten die Europäische Union und die USA ihren Druck auf die belarussische Führung. Die Staats- und Regierungschefs der EU beschlossen bei ihrem Gipfeltreffen Sanktionen gegen den Präsidenten Lukaschenka. Die österreichische Außenministerin Ursula Plassnik sagte, dass unter anderem Einreiseverbote für diejenigen geprüft würden, die die Wahl gefälscht hätten. EU-Vertretern zufolge ist auch das Einfrieren von Auslandsvermögen in der Diskussion. Ferner sagte die EU der Opposition in Belarus weitere Unterstützung zu.

## Hintergrund
Zu den Gründen für die schwache Opposition schrieb beispielsweise ein Kommentator

„Würden Sie erwarten, dass ein europäischer Staatsmann, unter dessen Regierung die Reallöhne beständig gestiegen sind, zuletzt um 24 % in den letzten 12 Monaten, aus dem Amt gewählt wird? Und wenn er auch noch die Umsatzsteuer gesenkt, die Inflation niedergerungen, in den letzten sieben Jahren die Anzahl der Menschen in Armut halbiert und soziale Spannungen durch die gerechteste Einkommensverteilung in der Region vermieden hat?“